# Stig Förster
Stig Förster (* 30. Juli 1951 in Berlin) ist ein deutscher Historiker, der sich auf Militärgeschichte spezialisiert hat. Er ist emeritierter Professor für Neueste Allgemeine Geschichte an der Universität Bern.

## Leben und Wirken
Unter Försters Vorfahren waren einige preußisch-deutsche Soldaten und Offiziere. Das hat sein Interesse an der Militärgeschichte beeinflusst, war aber nicht entscheidend. Es geht ihm vielmehr um ein historisches Verständnis von Krieg und organisierter Gewalt, wozu militärgeschichtliche Studien unabdingbar sind.
Förster wurde 1951 in Berlin-Steglitz geboren und legte das Abitur am Comenius-Gymnasium Düsseldorf ab. Von 1972 an studierte er Geschichte und Germanistik an der Heinrich-Heine-Universität Düsseldorf. Nach dem ersten Staatsexamen (1978) war er – auf Vermittlung seines Doktorvaters Wolfgang J. Mommsen – Stipendiat am Institut für Europäische Geschichte (IEG) in Mainz und danach Assistent von Karl Otmar Freiherr von Aretin, dem Direktor des IEG, an der Technischen Hochschule Darmstadt. Im Jahre 1982 wurde er in Düsseldorf mit der Dissertation Der doppelte Militarismus zum Dr. phil. promoviert. Die Studie wurde als die beste Dissertation des Jahres ausgezeichnet.
Förster arbeitete von 1982 bis 1987 als Research Fellow am Deutschen Historischen Institut in London. Im Jahr 1986 verbrachte er mehrere Monate zu Forschungszwecken in Indien. Von 1987 bis Anfang 1989 arbeitete er als Auslandstipendiat der DFG in London an seiner Habilitationsschrift. 1990 habilitierte er sich an der Universität Düsseldorf. Von 1989 bis 1992 war er Senior Research Fellow am Deutschen Historischen Institut Washington.
Von 1992 bis 1994 war er Professor für Neuere und Neueste Geschichte an der Universität Augsburg. Von 1994 bis 2016 war er Professor für Neueste Allgemeine Geschichte an der Universität Bern. Zu seinen akademischen Schülern gehören u. a. Tanja Bührer, Markus Pöhlmann, Daniel Marc Segesser, Birgit Beck, Samuel Krähenbühl und Dierk Walter. Gemeinsam mit Jörg Nagler, Manfred Boemeke, Bernd Greiner und Roger Chickering organisierte er zwischen 1992 und 2001 die internationalen Konferenzen unter dem Namen The Age of Total War, 1861–1945.
Von November 2002 bis Oktober 2017 war Stig Förster Erster Vorsitzender des Arbeitskreises Militärgeschichte. Außerdem ist Förster Mitglied im Arbeitskreis Historische Friedensforschung, Arbeitskreis Deutsche England-Forschung, Arbeitskreis Außereuropäische Geschichte und Verband der Historiker und Historikerinnen Deutschlands. Er ist Mitglied im Beirat des Bundesministeriums für Verteidigung für das Zentrum für Militärgeschichte und Sozialwissenschaften der Bundeswehr. Außerdem ist Förster Mitglied im Wissenschaftlichen Beirat des Bayerischen Armeemuseums in Ingolstadt. Förster gehörte dem (Advisory) Editorial Board der Zeitschriften German History und War in History an. Darüber hinaus war er bis 2018 Mitherausgeber der Schriftenreihe Krieg in der Geschichte beim Verlag Ferdinand Schöningh. Seit seiner Emeritierung ist Förster weiterhin wissenschaftlich tätig und arbeitet an mehreren Forschungsprojekten.
Försters Forschungsschwerpunkte sind die politische Geschichte vom 16. bis zum 20. Jahrhundert unter Einbeziehung des sozio-ökonomischen und kulturellen Umfelds, die Geschichte des Krieges und des Militärs in globaler und gesellschaftlicher Perspektive, die Geschichte des Imperialismus und der europäischen Expansion sowie die Vergleichende Genozidforschung.
Stig Förster ist verheiratet. Er lebt in Stettlen bei Bern und in Berlin.

## Schriften (Auszug)

### Monografien
- Der doppelte Militarismus. Die deutsche Heeresrüstungspolitik zwischen Status-quo-Sicherung und Aggression 1890–1913 (= Veröffentlichungen des Instituts für europäische Geschichte Mainz. Bd. 118). Steiner, Stuttgart 1985, ISBN 3-515-04310-1 (Dissertation, Universität Düsseldorf, 1982).
- Die mächtigen Diener der East India Company. Ursachen und Hintergründe der britischen Expansionspolitik in Südasien 1793–1819 (= Beiträge zur Kolonial- und Überseegeschichte. Bd. 54). Steiner, Stuttgart 1992, ISBN 3-515-05953-9 (Habilitationsschrift, Universität Düsseldorf, 1989).
- Deutsche Militärgeschichte. Von der Frühen Neuzeit bis zur Gegenwart, C.H.Beck, München 2025. ISBN 978-3-406-82903-1[6]

### Herausgeberschaften
- mit Wolfgang J. Mommsen, Ronald Robinson: Bismarck, Europe and Africa. The Berlin Africa Conference 1884–1885 and the onset of partition. Oxford University Press, Oxford 1988, ISBN 0-19-920500-0.
- Moltke: Vom Kabinettskrieg zum Volkskrieg. Eine Werkauswahl. Bouvier, Bonn u. a. 1992, ISBN 3-416-80655-7.
- mit Johannes Burkhardt, Josef Becker, Günther Kronenbitter: Lange und kurze Wege in den Ersten Weltkrieg. Vier Augsburger Beiträge zur Kriegsursachenforschung (= Schriften der Philosophischen Fakultäten der Universität Augsburg, Nr. 49). Vögel, München 1996, ISBN 3-89650-012-0.
- mit Eva-Maria Auch: „Barbaren“ und „weiße Teufel“. Kulturkonflikte und Imperialismus in Asien vom 18. bis zum 20. Jahrhundert. Ferdinand Schöningh, Paderborn u. a. 1997, ISBN 3-506-70402-8.
- mit Jörg Nagler: On the Road to Total War. The American Civil War and the German Wars of Unification 1861–1871. Cambridge University Press, New York 1997, ISBN 0-521-56071-3.
- mit Manfred F. Boemeke, Roger Chickering: Anticipating total war. The German and American experiences, 1871–1914. Cambridge University Press, Cambridge u. a. 1999, ISBN 0-521-62294-8.
- mit Gerhard Hirschfeld: Genozid in der modernen Geschichte. Lit, Münster 1999, ISBN 3-8258-4018-2.
- mit Markus Pöhlmann, Dierk Walter: Schlachten der Weltgeschichte. Von Salamis bis Sinai. C.H. Beck, München 2001, ISBN 3-406-48097-7.
- An der Schwelle zum totalen Krieg. Die militärische Debatte über den Krieg der Zukunft 1919–1939 (= Krieg in der Geschichte, Bd. 13). Ferdinand Schöningh, Paderborn u. a. 2002, ISBN 3-506-74482-8.
- mit Roger Chickering: The Shadows of Total War. Europe, East Asia, and the United States, 1919–1939. Cambridge University Press, Cambridge 2003, ISBN 978-0-521-81236-8.
- mit Roger Chickering, Bernd Greiner: A World at Total War. Global Conflict and the Politics of Destruction, 1937–1945. Cambridge University Press, Cambridge 2005, ISBN 978-0-511-08213-9.
- mit Markus Pöhlmann, Dierk Walter: Kriegsherren der Weltgeschichte. 22 historische Portraits. C.H. Beck, München 2006, ISBN 978-3-406-54983-0.
- mit Michael Epkenhans, Karen Hagemann: Militärische Erinnerungskultur. Soldaten im Spiegel von Biographien (= Krieg in der Geschichte, Bd. 29). Schöningh, Paderborn u. a. 2006, ISBN 978-3-506-75680-0.
- mit Roger Chickering: Great War – Total War. Combat and Mobilization on the Western Front. Cambridge University Press, Cambridge 2006, ISBN 978-0-521-02637-6.
- mit Christian Jansen, Günther Kronenbitter: Rückkehr der Condottieri? Krieg und Militär zwischen staatlichem Monopol und Privatisierung. Von der Antike bis zur Gegenwart (= Krieg in der Geschichte, Bd. 57). Ferdinand Schöningh, Paderborn u. a. 2010, ISBN 978-3-506-76754-7.
- mit Roger Chickering: War in an Age of Revolution, 1775–1815. Cambridge University Press, Cambridge 2010, ISBN 978-0-521-89996-3.
- Vor dem Sprung ins Dunkle. Die militärische Debatte über den Krieg der Zukunft 1880–1914 (= Krieg in der Geschichte, Bd. 92). Ferdinand Schöningh, Paderborn 2016, ISBN 978-3-506-78266-3.
- Mitherausgeber der Buchreihe: "Berner Forschungen zur Neuesten Allgemeinen und Schweizer Geschichte", Band 1–5 / 7–14, Verlag Traugott Bautz, Nordhausen 2004, ISBN 978-3-88309-233-1 (Bd. 1 ff.)